# Francesco Pianzola
Francesco Pianzola (5. října 1881, Sartirana Lomellina – 4. června 1943, Mortara) byl italský římskokatolický kněz, zakladatel kongregace Misijních sester Neposkvrněné Královny míru. Katolická církev jej uctívá jako blahoslaveného.

## Život
Narodil se dne 5. října 1881 v obci Sartirana Lomellina jako syn farmářů. V dětství jej přitahovalo náboženství. Rozhodl se stát knězem a vstoupil do kněžského semináře ve Vigevanu. Zde absolvoval studium teologie.
Dne 16. března 1907 jej biskup vigevanský Pietro Berruti v Pavii vysvětil na kněze pro vigevanskou diecézi. Věnoval se převážně pastoraci a evangelizaci dělníků, rolníků a dalších chudých vrstev.
Dne 8. května 1919 založil v Mortaře novou ženskou řeholní kongregaci Misijních sester Neposkvrněné Královny míru, jejíž členky mají za úkol působit mezi dělníky a dalšími znevýhodněnými vrstvami obyvatelstva.
Zemřel dne 4. června 1943 v Mortaře. Jeho tělo je uloženo v kapli mateřského domu jím založené kongregace v Mortaře.

## Úcta
Jeho beatifikační proces započal dne 22. března 1983, čímž obdržel titul služebník Boží. Dne 26. června 2006 jej papež Benedikt XVI. podepsáním dekretu o jeho hrdinských ctnostech prohlásil za ctihodného. Dne 15. března 2008 byl uznán zázrak na jeho přímluvu, potřebný pro jeho blahořečení.
Blahořečen pak byl dne 4. října 2008 v katedrále sv. Ambrože ve Vigevanu. Obřadu předsedal jménem papeže Benedikta XVI kardinál José Saraiva Martins.
Jeho památka je připomínána 4. června.